# معارك ساراتوجا
معارك ساراتوجا (19 سبتمبر و7 أكتوبر 1777) اعتُبرت ذروة حملة ساراتوجا، التي شكلت انتصارًا حاسمًا للأمريكيين على البريطانيين في حرب الاستقلال الأمريكية. قاد الجنرال البريطاني جون بورغوين جيش غزو كبير انطلاقًا من وادي شامبلين في كندا باتجاه الجنوب، على أمل مقابلة قوة بريطانية مماثلة تسير شمالًا من مدينة نيويورك وقوة بريطانية أخرى تسير شرقًا من بحيرة أونتاريو، إلا أن القوات الجنوبية والغربية لم تصل أبدًا، وحاصرت القوات الأمريكية بورغوين في شمال ولاية نيويورك. خاض معركتين صغيرتين لكسر الحصار، واستغرقتا 18 يومًا في نفس الموقع، على بعد 9 أميال (14 كم) جنوب ساراتوجا في نيويورك، وفشلت كلتاهما.
وجد بورغوين نفسه محاصرًا من قبل القوات الأمريكية المتقدمة دون أي منفذ، لذلك انسحب إلى ساراتوجا (شايلرفيل حاليًا) وسلم جيشه بالكامل هناك في 17 أكتوبر. شكل استسلامه وفقًا للمؤرخ إدموند مورغان «نقطة تحول كبيرة في الحرب، وانتصارًا للأميركيين بالمساعدة الخارجية التي كانت العنصر الأخير المطلوب للنصر».
بدأت إستراتيجية بورغوين لفصل نيو إنغلاند عن المستعمرات الجنوبية بشكل جيد، ولكنها تباطأت بسبب مشاكل لوجستية. فاز بنصر تكتيكي صغير على الجنرال هوراشيو غيتس والجيش القاري في 19 سبتمبر في معركة مزرعة الرجال الأحرار على حساب خسائر كبيرة. لم يعد لمكاسبه معنىً عندما هاجم الأمريكيين مرة أخرى في معركة مرتفعات بيميس في 7 أكتوبر، واستولى الأمريكيون على جزء من قواعد الدفاعات البريطانية.
أُجبر بورغوين على التراجع، وحوصر جيشه من قبل القوة الأمريكية الأكبر بكثير في ساراتوجا، مما دفعه إلى الاستسلام في 17 أكتوبر. دفعت أخبار استسلام بورغوين فرنسا للانخراط رسميًا في الحرب كحليف للولايات المتحدة، على الرغم من أنها قدمت سابقًا الإمدادات والذخيرة والبنادق، ولا سيما مدفع دي فاليير الذي لعب دورًا مهمًا في ساراتوجا.
بدأت المعركة في 19 سبتمبر عندما حرك بورغوين بعض قواته في محاولة لتطويق الموقع الأمريكي الراسخ في مرتفعات بيميس. توقع بنديكت أرنولد المناورة ووضع قوى كبيرة في طريقه. سيطر بورغوين على مزرعة الرجال الأحرار، على حساب خسائر كبيرة. استمرت المناوشات خلال الأيام تلت المعركة، بينما انتظر بورغوين وصول تعزيزات من مدينة نيويورك. استمرت ميليشيات باتريوت في الوصول أثناء ذلك، معززة الجيش الأمريكي. أدت الخلافات داخل المعسكر الأمريكي إلى عزل أرنولد من قيادته من قبل غيتس.
تحرك الجنرال البريطاني السير هنري كلينتون من مدينة نيويورك وحاول تشتيت الانتباه الأمريكي، من خلال الاستيلاء على حصون كلينتون ومونتغومري في مرتفعات نهر هدسون في 6 أكتوبر، إلا أن هذه الجهود المتأخرة لم تثمر في مساعدة بورغوين. هاجم بورغوين مرتفعات بيميس مرة أخرى في 7 أكتوبر بعد أن أيقن أنه لن يتلق أي مساعدة في الوقت المناسب. أفضت هذه المعركة إلى قتال عنيف تميز بحشد أرنولد الحماسي للقوات الأمريكية. أُجبرت قوات بورغوين على التراجع إلى المواقع التي احتلتها قبل معركة 19 سبتمبر، واستولى الأمريكيون على جزء من قواعد الدفاعات البريطانية.

## خلفية
غيّر البريطانيون خططهم عندما أوشكت حرب الاستقلال الأمريكية على بلوغ العامين، وقرروا فصل المستعمرات الثلاثة عشر، وعزل نيو إنجلاند عن المستعمرات الوسطى والجنوبية التي اعتقدوا أنها أكثر ولاءً. وضعت القيادة البريطانية خطة لتقسيم المستعمرات بتكتيك الكماشة ثلاثية الاتجاهات في عام 1777. نصت الخطة على أن تتقدم قوات الجهة الغربية بقيادة باري سانت ليجير من أونتاريو عبر غرب نيويورك، بعد تجاوز نهر الموهوك، وأن تتقدم قوات الجهة الجنوبية أعلى وادي نهر هدسون من مدينة نيويورك، وأن تتقدم قوات الجهة الشمالية جنوبًا من مونتريال، وأن تلتقي القوات الثلاث بالقرب من ألباني في نيويورك، لتفصل نيو إنجلاند عن المستعمرات الأخرى.

### الوضع البريطاني
تحرك الجنرال البريطاني جون بورغوين جنوبًا من مقاطعة كيبيك في يونيو 1777، للسيطرة على أعالي وادي نهر هدسون. تعثرت حملته بصعوبات بعد انتصاره في حصن تيكونديروجا. وصلت عناصر من الجيش إلى أعالي وادي نهر هدسون باكرًا بحلول نهاية يوليو، لكن الصعوبات اللوجستية وصعوبات الإمداد أخرت الجيش الرئيسي في فورت إدوارد. فشلت إحدى المحاولات للتخفيف من هذه الصعوبات عندما قُتل أو أُسر حوالي 1000 رجل في معركة بينينغتون في 16 أغسطس، كما وصلت أنباء إلى بورغوين في 28 أغسطس تفيد بتراجع بعثة سانت ليجير أسفل وادي نهر الموهوك بعد فشل حصار حصن ستانويكس.
انطلق الجنرال ويليام هاو بجيشه من مدينة نيويورك عن طريق البحر في حملة للاستيلاء على فيلادلفيا بدلًا من التحرك شمالًا لمقابلة بورغوين. فرت معظم قوات الدعم الهندية بعد الخسارة في بنينغتون، وأصبح وضع بورغوين صعبًا. كان بحاجة إلى الوصول إلى مآوىٍ شتوية يمكن الدفاع عنها، الأمر الذي تطلب التراجع إلى تيكونديروجا أو التقدم إلى ألباني، ولكنه قرر التقدم. قطع المراسلات مع الشمال عمدًا حتى لا يضطر لحماية سلسلة البؤر الاستيطانية المحصنة بشدة بين موقعه وتيكونديروجا، وقرر عبور نهر هدسون بينما كان في وضع قوي نسبيًا.
أمر البارون ريدسيل، الذي قاد الجزء الخلفي من الجيش، بالتخلي عن البؤر الاستيطانية من سكينسبورو جنوبًا، ثم أمر الجيش بعبور نهر هدسون شمال ساراتوجا بين 13 و15 سبتمبر.

### الوضع الأميركي
انسحب الجيش القاري ببطء بقيادة اللواء فيليب شويلر، عند استيلاء بورغوين على تيكونديروجا في أوائل يوليو، وعسكر جنوب ستيلووتر في نيويورك. تولى الجنرال هوراشيو غيتس القيادة خلفًا لشويلر في 19 أغسطس، والذي تراجعت حظوظه السياسية بسبب خسارة تيكونديروجا وما أعقب ذلك من انسحاب. ينتمي كل من غيتس وشويلر إلى خلفيات مختلفة للغاية ولم ينسجم أحدهما مع الآخر، إذ تجادلوا في السابق حول أمور القيادة في القسم الشمالي للجيش. نما حجم الجيش بسبب زيادة إقبال الميليشيات على الانضمام في أعقاب دعوات حكام الولايات، والنجاح في بنينغتون، والغضب الكبير جراء مقتل جين ماكريا، خطيبة أحد الموالين في جيش بورغوين على يد الهنود الخاضعين لقيادة بورغوين.
حسنّت قرارات الجنرال جورج واشنطن الإستراتيجية من حالة جيش غيتس. كان واشنطن أكثر قلقًا بشأن تحركات الجنرال هاو، وأدرك أن بورغوين يتحرك أيضًا، وأقدم على بعض المخاطر في يوليو. أرسل المساعدة إلى الشمال مُمثلة باللواء بنديكت أرنولد، قائده الميداني الأكثر عدوانية، واللواء بنجامين لينكولن، رجل ماساتشوستس المعروف بتأثيره في ميليشيا نيو إنغلاند.
أمر 750 رجلًا من قوات إسرائيل بوتنام التي دافعت عن مرتفعات نيويورك بالانضمام إلى جيش غيتس في أغسطس، قبل أن يتأكد من أن هاو قد أبحر جنوبًا. أرسل بعضًا من أفضل القوات في جيشه: العقيد دانيال مورغان وفيلق البندقية الاحتياطي حديث النشأة وقتئذٍ، والذي تكون من حوالي 500 جندي اختيروا خصيصًا من بنسلفانيا وماريلاند وفيرجينيا، لقدراتهم على الرماية. عُرفت هذه الوحدة لاحقًا برماة مورغان.
أمر غيتس جيشه بالتقدم نحو الشمال في 7 سبتمبر. اختيرت مرتفعات بيميس كموقع لإمكاناتها الدفاعية، والتي تقع شمال ستيلووتر مباشرة وعلى بعد 10 أميال (16 كم) جنوب ساراتوجا، حيث أمضى الجيش حوالي أسبوع في بناء إنشاءات دفاعية صممها المهندس البولندي تاديوش كوسيوسكو. تمتعت المرتفعات بإطلالة واضحة على المنطقة، وقادت الطريق الوحيد المؤدي إلى ألباني، الذي يمر بين المرتفعات ونهر هدسون. توضعت خنادق حراجية أكثر كثافة غرب المرتفعات، وشكلت تحديًا كبيرًا لأي جيش مدجج بالتجهيزات.